# Специјални суд за Сијера Леоне
Специјални суд за Сијера Леоне је независно судско тело основано да би судило „онима који носе највећу одговорност“ за ратне злочине и злочине против човечности у Сијера Леонеу почињене после 30. новембра 1996. године током грађанског рата у Сијера Леонеу. Суд се налази у Фритауну. 

## Порекло
12. јуна 2000, председним Ахмед Теџан Каба написао је писмо генералном секретару УН Кофију Анану тражећи од међународне заједнице да суди онима који су одговорн за злочине током конфликта. Савет безбедности УН је 14. августа 2000. године усвојио Резолуцију 1315 тражећи од генералног секретара да отпочне преговоре са владом Сијера Леонеа о оснивању Специјалног суда. 
16. јануара 2002. године УН и Влада Сијера Леонеа потписале су споразум о оснивању суда. Прво особље стигло је у Фритаун у јулу 2002. године. 

## Структура
Специјални суд састоји се из четири одвојене институције: Регистра, Тужиоца, Судија и Канцеларије одбране. Регистар је одговоран за свеукупно управљање судом. Регистратор Робин Винсент именован је од генералног секретара УН. 
Главни тужилац Дезмонд де Силва именован је на исти начин. Тужилац и његов тим истражују злочине, скупљају доказе и подносе оптужнице судијама. Адвокати одбране бране оптужене. Главни бранилац је Винсент Нмехијеле. 
Судије су задужене за вођење поступка и пресуђивање. Тренутно у суду има 11 судија, од којих су 6 задужени за суђења (4 именована од УН, а двоје од стране владе Сијера Леонеа). Преосталих пет судија су апелационе судије, где тројицу именују УН а двојицу влада Сијера Леонеа. Мандат судија траје 3 године. 
Апелационе судије су: 
- Џорџ Гелага Кинг (Сијера Леоне, Председник већа)
- Емануел Ајоола (Нигерија, Потпредседник већа)
- А. Раџа Н. Фернандо (Шри Ланка)
- Ренате Винтер (Аустрија)
- Џефри Робертсон, Краљичин заступник, (Уједињено Краљевство)

### Судско веће I
| Судија                     | Земља порекла | Статус                                              |
| Росолу Џон Банколе Томпсон | Сијера Леоне  | Председник суда, председавајући судија судског већа |
| Пјер Г. Буте               | Канада        | члан                                                |
| Бенџамин Мутанга Итое      | Камерун       | члан                                                |

### Судско веће II
| #   | Судија           | Земља порекла | Статус                         |
| 4.  | Ричард Лусик     | Самоа         | председавајући, Судско веће II |
| 9.  | Тереза Доерти    | Северна Ирска | члан                           |
| 16. | Јулија Себутинде | Уганда        | члан                           |

## Оптужени
Једанаест људи је оптужено за ратне злочине, злочине против човечности и друге повреде међународног хуманитарног права: Чарлс Тејлор, Џони Пол Корома, Иса Сесеј, Алекс Тамба Брима, Морис Калон, Моинина Фофана, Аугустин Гбао, Самјуел Хинга Норман, Алиу Кондева, Брима Бази Камара и Сантигие Борбор Кану. Поступак против два оптужена (Фодај Санко и Сем Бокарие) је обустављен после њихове смрти. Од једанаест оптужених, 10 се налази у притвору суда. У бекству је још Џони Пол Корома, за кога се сматра да је убијен у јуну 2003. године али сигурни докази о томе још не постоје. 
Иако су оптужени поједниачно оптуживани, суђења су груписана у три групе. Суђење Уједињеном револуционарном фронту за Калона, Гбаоа и Сесеја почело је 5. јула 2004. године. Суђење Снагама цивилне одбране за Нормана, Фофану и Кондеву почело је 3. јуна 2004. године. Суђење Оружаним снагама револуционарног већа почело је у марту 2005. године. 
Ако буду оглашени кривима, оптуженима прети затворска казна или казна одузимања имовине. Суд нема право да изриче смртну казну. 